# Jacopo Ferreti
Jacopo Ferreti, italijanski libretist, * 16. julij 1784, Rim, Italija, † 7. marec 1852, Rim, Italija.
Najbolj je poznan kot avtor številnih opernih besedil (napisal jih je okoli 70), na katere so glasbo spisali:
- Gaetano Donizetti
- Gioacchino Antonio Rossini
- Niccolo Zingarelli
- Giovanni Pacini
- Saverio Mercadante
- Michele Carafa
- Luigi Ricci
- Federico Ricci

Svoje prvo odmevno operno besedilo je napisal za Rossinija, in sicer za opero Pepelka.
1. 1 2  Record #100471196 // Gemeinsame Normdatei — 2012—2016.
2. 1 2  data.bnf.fr: platforma za odprte podatke — 2011.
3. ↑  Grove Music Online — OUP.
4. 1 2  Archivio Storico Ricordi — 1808.